# Tarjei Sandvik Moe
Tarjei Sandvik Moe (24 de mayo de 1999) es un actor noruego. Se hizo conocido con su interpretación del adolescente, Isak Valtersen, el protagonista de la tercera temporada de la serie Skam. Su actuación, y la tercera temporada en su conjunto, recibieron críticas positivas debido a una descripción no estereotípica de la homosexualidad, y como consecuencia él y su coprotagonista Henrik Holm recibieron prestigios premios noruegos. A pesar de ser una serie noruega, esta recibió la atención de la audiencia internacional a través de las redes sociales, y gracias a las traducciones no oficiales de los fanáticos. 
Gracias a Skam, Sandvik Moe ha conseguido muchos trabajos en cine y teatro en Noruega, incluyendo la versión teatral de Grease y un thriller erótico llamado An affær

## Carrera
Tarjei Sandvik Moe interpretó a Isak Valtersen en la serie noruega Skam (2015-2017). Fue parte de las cuatro temporadas de la serie, pero su participación como personaje principal de la tercera temporada recibió gran importancia. Esta temporada, junto a su personaje, fueron considerablemente aclamadas por representar una historia de amor homosexual sin necesidad de utilizar estereotipos en cuanto a la trama o las personalidades. Gracias al éxito de la serie, esta se convirtió en un fenómeno mundial, con espectadores de todas partes del mundo que seguían la serie utilizando traducciones no oficiales en redes sociales.
Gracias a su actuación en Skam, Sandvik Moe fue nominado en el 2017 como "Mejor actor" en los premios Gullturen, ceremonia anual de la industria de televisión noruega. A pesar de no obtener el premio en esa categoría, si recibió otros dos importantes premios: el "Premio de la Audiencia" junto a su compañero de reparto Henrik Holm, y el premio a "Momento televisivo del año" por su escena en el penúltimo episodio de la tercera temporada de Skam. Durante la ceremonia de premios en vivo ambos actores protagonizaron un espontáneo beso para la "kisscam", a pesar de que la producción del evento no había coordinado con ellos. El productor de la ceremonia de premios no tenía intención de forzar a los actores para que se besaran, solo planeaban que el presentador dijera a modo de broma que "ya lo han visto antes" para luego enfocar a otras personas. Sandvik Moe y Holm hablaron con la prensa luego del evento y dijeron que no lo esperaban, pero que "están acostumbrado a eso", haciendo referencia a que con frecuencia les pedían que se besaran en fiestas a las que ambos han asistido.
El 1 de julio del 2017, Tarjei, su compañero de reparto Carl Martin Eggesbø y la productora Marianne Furevold-Bolan participaron en Oslo Pride, el festival donde se celebra la comunidad LGBT, y juntos aceptaron el premio "Fryd" para personas u organizaciones que rompen de forma positiva con las normal de género y sexualidad. En febrero del 2018, Sandvik Moe e Iman Meskini, una de sus compañeras de la serie Skam, fueron invitados a cenar al Palacio Real y tuvieron el honor de conocer al Duque y a la Duquesa de Cambridge, el Príncipe William y Kate Middleton. Los miembros de la familia real y parte del elenco de Skam también visitaron la escuela donde se filmó la serie, y hablaron sobre el impacto que tuvo el programa en personas de todo el mundo.
En junio del 2017 se anunció que Sandvik Moe interpretaría al personaje Doody en la adaptación teatral del musical Grease, que se estrenó en enero del 2018. Al mes siguiente, firmó un contrato para participar en el thriller erótico An affær, cuya trama se centra en una profesora que tiene una relación con un estudiante. En agosto, Tarjei fue el presentador de la categoría Mejor Actriz en la ceremonia de Premios Amanda, y también fue quien presentó los nominados al premio cinematográfico del Consejo Nórdico en el 2017.
En 2019 interpretó al personaje Nikolas en el programa de televisión noruego "skitten snø", emitido por NRK TV.
En 2020 participó en la película navideña "Gledelig jul", interpretando el papel de Petter.
En 2021 fue parte del cortometraje "Hemale Education", dirigido por Frøydis Fossli Moe.
En 2022 formó parte del largometraje "døgnfluer 20", como director artístico junto con Rikke Seim. La película fue presentada en el Oslo Pix Filmfestibal el 29 y 31 de agosto. 
En octubre de ese mismo año se estreño la película de terror "Forbannelsen", donde interpretó a Oscar.
En abril de 2023 se informo que el cortometraje "Barbra Streisand-Effect" (2022), donde Tarjei formó parte había sido seleccionado para el Kortfilmfestivalen 2023.

## Vida personal
Sandvik Moe asistió a la escuela noruega Hartvig Nissen.
A finales de septiembre del 2018, fue invitado al programa Senkveld para promover su, en ese entonces, próxima película En affære. Durante la entrevista, uno de los presentadores le preguntó acerca de su decisión de no hacer publica su orientación sexual. Él respondió que la sexualidad es un "asunto privado" y continuó diciendo: "un humano es mucho mas que su orientación sexual. No quiero que hayan titulares diciendo "es heterosexual" o "es gay" o nada de eso. Soy un actor, eso es lo que soy. Es en eso en lo que me estoy tratando de enfocar, y es por eso que no quiero que se le de importancia si me gustan los hombres o mujeres". La audiencia en el estudió respondió a estas declaraciones con aplausos y vítores. El 21 de diciembre del 2018, Tarjei fue invitado al podcast Studio 2 y dijo que mientras solía escuchar la canción Finnes det en kvinne deseaba tener una novia, pero que nunca la tuvo. Y nunca la tendrá.

## Filmografía

### Película
| Año  | Título             | Personaje | Notas        |
| ---- | ------------------ | --------- | ------------ |
| 2017 | Emoji: la película |           | Voz          |
| 2018 | En Affære          | Marcus    |              |
| 2018 | En Dag i Juli      | Jens      | Cortometraje |

### Televisión
| Año       | Título           | Personaje      | Notas        |
| --------- | ---------------- | -------------- | ------------ |
| 2015-2017 | Skam             | Isak Valtersen | 35 episodios |
| 2017      | Melk             |                | 1 episodio   |
| 2018      | Østkant/Ventkant | Filip          |              |